# Экспедиция в реку Сан-Хуан (1780)
Экспедиция в реку Сан-Хуан (англ. San Juan Expedition) — неудачная британская десантная экспедиция во время Американской войны за независимость с целью вторжения в испанские владения в Центральной Америке. Британцы захватили, затем эвакуировали передовые укрепления, но дальше не продвинулись.

## Предыстория
Со вступлением в войну на стороне Франции и колоний, Испания принялась одно за другим отвоевывать свои потерянные владения в Мексиканском заливе. На суше испанцы сразу показали успехи. Их наступление в 1779 году привело к сдаче форта Бют, а затем Батон-Ружа и Мобила. Попытка контр-высадки в Омоа, на побережье генерал-капитании Гватемала (современный Гондурас), увенчалась начальным успехом, но снабжать эту позицию, чтобы её удержать, флот был неспособен. После месячной оккупации англичане эвакуировали Омоа.
Чтобы перехватить инициативу и заставить испанцев обороняться, в Адмиралтействе задумали нанести удар в глубину испанской территории. Сил для большой сухопутной кампании, разумеется, не было, так что это должен был быть десантный рейд, желательно в континентальную Новую Испанию.
В идеале требовалось создать угрозу вклинивания между вице-королевствами, и одновременно выхода к Тихому океану. Но Панамский перешеек отмели как слишком хорошо защищенный самой природой. Требовался водный путь вглубь материка. Идея была не нова: её выдвигали сами испанцы. Ещё в 1542 году император Карл V приказал «исследовать проходимость реки Сан-Хуан де Никарагуа». Если бы большие корабли могли ею ходить, дальше вопрос сводился бы к постройке канала от озера до Тихого океана «немногим более четырёх лиг». Даже с учетом всех изгибов пути, расстояние в 11 миль не выглядело так уж неодолимо.
В Адмиралтействе решили, что вторжение позволяет не только изменить ход всей кампании в Мексиканском заливе, но радикально перекроить колониальные владения. В ближайшей же перспективе, успех отводил угрозу поглощения испанцами уже имеющихся британских колоний в Карибах. Ближайшей задачей экспедиции поэтому стало подняться по реке Сан-Хуан до озера Никарагуа и занять испанские города Гранада на его противоположном конце и Леон на озере Манагуа. Вся экспедиция планировалась из Лондона. В типично британской манере, Адмиралтейство пыталось достичь многого малыми силами.

## Местность
Карибское побережье современных Гондураса и Никарагуа имеет второе название — Москитный берег. И хотя принято считать, что название происходит от населявших его индейцев Мескито (или Москито), прямая ассоциация с малярийным комаром столь же уместна. На 50−60 миль от берега по низине тянутся джунгли, заболоченные, очень слабо заселенные местными племенами, негостеприимные всегда, а в XVIII веке просто непроходимые. Только ближе к тихоокеанскому берегу, на нагорьях и в прибрежных долинах, местность становится благоприятнее для колоний. Именно здесь и обосновались испанские колонисты. Здесь была база испанской мощи в Гватемале.
Добраться до неё можно было единственным путём — вверх по реке Сан-Хуан, затем по озеру Никарагуа. Таким образом, путь экспедиции был заранее известен, а благодаря местности его было легко оседлать. Это означало неизбежный штурм ряда заранее подготовленных позиций, с исчезающе малыми возможностями для обхода. Но сначала требовалось пройти территорию, бедную ресурсами, особенно питьевой водой, имея в тылу единственную, длинную и уязвимую коммуникацию. Впрочем выяснилось, что испанцы активных действий не предприняли, а предоставили самой природе бороться за них.

## Ход экспедиции
В январе 1780 года экспедиция из двух бригов, трех шлюпов, транспорта Penelope и тендера Royal George, во главе с фрегатом HMS Hinchinbrook (28) вышла с Ямайки. На борту были около 1000 человек, в том числе регулярная пехота из состава 60-го американского и 79-го ливерпульского полков, добровольцы из Ямайских королевских волонтеров и Ямайского легиона, нескольких отрядов поменьше и некоторое число черных добровольцев. От армии командовал капитан 60-го полка Джон Полсон (англ. John Polson). По испанским данным, включая союзные племена Мескито, вся экспедиция насчитывала до 3000 человек.
Старший из присутствующих офицеров, капитан Hinchinbrook, 21-летний Горацио Нельсон отвечал, строго говоря, только за морскую часть экспедиции. Но оставаться позади было не в его характере. Когда в марте войска высадились в устье реки, в Грейтаун (современный Сан-Хуан дель Норте), он пожелал идти вместе с ними. Теряя людей от тропической лихорадки, дизентерии и тифа, войска на шлюпках за две недели проделали 45 миль вверх по реке до первого испанского укрепления, батареи на острове Бартола, которое и взяли. При этом отличился и Нельсон. После осады, длившейся с 13 по 29 апреля был взят форт Сан-Хуан де Косепсьон (он же Кастильо Вьехо, исп. Castillo Viejo, 11°01′09″ с. ш. 84°23′47″ з. д.), с гарнизоном около 160 человек. Комендант форта Хуан де Аисса (исп. Juan de Ayssa) попал в плен. Но днем раньше Нельсон сам заболел лихорадкой и был эвакуирован обратно на корабль.
В это время губернатор Гватемалы Матиас Гальвес собирал людей, в том числе в таких отдаленных местах как Мехико и Веракрус, и укреплял Сан-Карлос, в истоке реки Сан-Хуан из озера Никарагуа. Не имея военной флотилии, он был вынужден реквизировать те лодки, какие нашлись на месте: он понимал, что пройди британцы в озеро, ничто не остановит их от нападения на Гранаду. На деле оказалось, что 500 с лишним испанцев, окопавшихся в Сан-Карлос, ждали зря. Даже получив 375 человек подкрепления, британцы были слишком ослаблены болезнями, чтобы наступать как собирались. Людей не хватало так, что транспорты, оставшиеся в Грейтаун, стояли на якоре без единого человека. Как и в случае с Омоа, форт был слишком глубоко на территории противника, чтобы его поддерживать и снабжать. Не имея перспектив, впустую теряя силы, британцы решили отступать. 30 ноября они покинули и взорвали форт. На Ямайку их вернулось меньше пятисот.

## Результаты
Главная цель экспедиции полностью провалилась. Британцам не удалось ни рассечь испанские владения, ни заставить тех обороняться. После ухода противника испанцы овладели развалинами форта, и позже его отстроили. Уже в XX веке, с развитием туризма вблизи форта сделали гостевые бунгало. Муниципальный округ называется по нему Кастильо. Остров Бартола больше не существует, так как русло реки с тех пор изменилось.
С самого начала экспедиция была плохо задумана, и к тому же отправилась в худшее время года — сезон тропических дождей. Несмотря на тактические успехи, немногие уцелевшие вернулись с поражением, не от противника, а от климата. Нельсону повезло, что он рано заболел и остался в живых.